# Guardabosone
Guardabosone – miejscowość i gmina we Włoszech, w regionie Piemont, w prowincji Vercelli.
Według danych na rok 2004 gminę zamieszkiwało 339 osób, 56,5 os./km².